# Course en ligne masculine aux championnats du monde de cyclisme sur route 2017
La course en ligne masculine aux championnats du monde de cyclisme sur route 2017 a lieu sur 267,5 kilomètres le 24 septembre 2017 à Bergen, en Norvège.
Le Slovaque Peter Sagan remporte le titre de champion du monde pour la troisième fois consécutive. Ce triplé est unique dans l'histoire du cyclisme. Il rejoint au palmarès Alfredo Binda, Rik Van Steenbergen, Eddy Merckx et Oscar Freire, mais est le premier à le réussir en trois ans. Sagan dédie sa victoire à son ami Michele Scarponi décédé en avril lors d'un accident alors qu'il s'entraînait.
Lors de cette ultime course, à douze kilomètres de l'arrivée, lors de la dernière montée de Salmon Hill, le Français Julian Alaphilippe s'est isolé, rejoint par Gianni Moscon. Un groupe de 26 coureurs les reprend à moins de deux kilomètres de l'arrivée. De ce groupe est venu le duel pour le titre entre Sagan, le local Alexander Kristoff et l'Australien Michael Matthews. Sagan s'impose au sprint et considère ce sacre comme inattendu pour lui. Moscon est par la suite disqualifié, car il s'est accroché à sa voiture après une chute sur une courte distance.
Les anciens champions du monde, Mario Cipollini et Óscar Freire, ont ensuite souligné que la position dominante de Sagan est due au fait qu'il n'y a simplement pas assez de concurrents forts dans le peloton actuel.

## Parcours
Le circuit final de 19,1 kilomètres est emprunté 11 fois (et est précédé d'une boucle initiale de 40 km). La principale difficulté du circuit est la côte de Salmon Hill de 1 500 mètres de long avec un dénivelé moyen de 6,4 % et dont le sommet se trouve à plus de dix kilomètres de la ligne d'arrivée. La course masculine élite commence à Øygarden, longe la côte et comprend l'ascension de Salmon Hill (6,4 % de moyenne sur 1,5 km) au-dessous d'Ulriken.

## Qualification
Les qualifications sont basées sur le Classement mondial UCI au 15 août 2017.

### Classement mondial UCI
Les nations suivantes sont qualifiées.
| Critères                                                                  | Rang  | Nombre de coureurs | Nombre de coureurs | Nations |
| Critères                                                                  | Rang  | Inscrits           | Au départ          | Nations |
| ------------------------------------------------------------------------- | ----- | ------------------ | ------------------ | --- |
| Classement mondial UCI 2017 (par nations)                                 | 1–10  | 14                 | 9                  | BEL • COL • ESP • FRA • ITA AUS • NED • GBR • GER • NOR                                                         |
| Classement mondial UCI 2017 (par nations)                                 | 11–20 | 9                  | 6                  | POL • SVK • IRL • SLO • DEN USA • SUI • CZE • POR • RUS                                                         |
| Classement mondial UCI 2017 (par nations)                                 | 21–30 | 6                  | 3                  | LUX • AUT • RSA • NZL • CAN BLR • UKR • KAZ • ERI • EST                                                         |
| Classement mondial UCI 2017 (par nations)                                 | 31–50 | 2                  | 1                  | LAT • IRI • MAR • ROU • LTU VEN • ARG • TUR • CRC • JPN ECU • CRO • RWA • BRA • SWE KOR • ALG • TUN • CHN • AZE |
| Classement mondial UCI 2017 (individuel) en dehors de ceux déjà qualifiés | 1–200 | 2                  | 1                  | — |

Note : Pour plus de détails sur les équipes nationales, cliquer sur les différentes nations soulignées.

### Quotas supplémentaires
- 11 nations ont décidé de ne pas utiliser (l'intégralité de) leurs quotas respectifs :

 Ukraine,  Iran,  Venezuela,  Turquie,  Équateur,  Croatie,  Brésil,  Corée du Sud,  Algérie,  Tunisie et  Chine.

- Les nations suivantes ont obtenu des quotas supplémentaires :

 Lettonie,  Argentine,  Suède,  Grèce,  Hong Kong,  Finlande et  Albanie.

### Nations participantes
196 coureurs de 44 nations sont inscrits au départ de la course élite hommes. Toutefois, l'Irlandais Damien Shaw n'a pas pris le départ. Le nombre de coureurs par pays est indiqué entre parenthèses.
| - Afrique du Sud (3) - Albanie (1) - Allemagne (9) - Argentine (2) - Australie (9) - Autriche (3) - Azerbaïdjan (1) - Belgique (9) - Biélorussie (3) - Canada (3) - Colombie (9) | - Costa Rica (1) - Danemark (6) - Érythrée (3) - Espagne (9) - Estonie (3) - États-Unis (6) - Finlande (1) - France (9) - Grèce (1) - Hong Kong (1) - Irlande (6) | - Italie (9) - Japon (1) - Kazakhstan (3) - Lettonie (2) - Lituanie (1) - Luxembourg (3) - Maroc (1) - Norvège (9) - Nouvelle-Zélande (3) - Pays-Bas (9) - Pologne (6) | - Portugal (6) - Roumanie (1) - Royaume-Uni (9) - Russie (6) - Rwanda (1) - Slovaquie (6) - Slovénie (6) - Suède (2) - Suisse (6) - Tchéquie (6) - Ukraine (2) |

## Classement
Source : Pro Cycling Stats. 132 coureurs (sur les 196 inscrits au départ) ont terminé la course.
| #   | Coureur                     | Pays           | Temps           |
| --- | --------------------------- | -------------- | --------------- |
| 1er | Peter Sagan                 | Slovaquie      | 6 h 28 min 11 s |
| 2e  | Alexander Kristoff          | Norvège        | + 0 s           |
| 3e  | Michael Matthews            | Australie      | + 0 s           |
| 4e  | Matteo Trentin              | Italie         | + 0 s           |
| 5e  | Ben Swift                   | Royaume-Uni    | + 0 s           |
| 6e  | Greg Van Avermaet           | Belgique       | + 0 s           |
| 7e  | Michael Albasini            | Suisse         | + 0 s           |
| 8e  | Fernando Gaviria            | Colombie       | + 0 s           |
| 9e  | Alexey Lutsenko             | Kazakhstan     | + 0 s           |
| 10e | Julian Alaphilippe          | France         | + 0 s           |
| 11e | Michał Kwiatkowski          | Pologne        | + 0 s           |
| 12e | Søren Kragh Andersen        | Danemark       | + 0 s           |
| 13e | Tony Gallopin               | France         | + 0 s           |
| 14e | Zdeněk Štybar               | Tchéquie       | + 0 s           |
| 15e | Vasil Kiryienka             | Biélorussie    | + 0 s           |
| 16e | Vyacheslav Kuznetsov        | Russie         | + 0 s           |
| 17e | Philippe Gilbert            | Belgique       | + 0 s           |
| 18e | Sergey Chernetskiy          | Russie         | + 0 s           |
| 19e | Rui Costa                   | Portugal       | + 0 s           |
| 20e | Simon Geschke               | Allemagne      | + 0 s           |
| 21e | Michael Valgren             | Danemark       | + 0 s           |
| 22e | Lukas Pöstlberger           | Autriche       | + 0 s           |
| 23e | Ilnur Zakarin               | Russie         | + 0 s           |
| 24e | Niki Terpstra               | Pays-Bas       | + 0 s           |
| 25e | Tom Dumoulin                | Pays-Bas       | + 0 s           |
| 26e | Dan Martin                  | Irlande        | + 0 s           |
| 27e | Rigoberto Urán              | Colombie       | + 5 s           |
| 28e | Alberto Bettiol             | Italie         | + 5 s           |
| 29e | Magnus Cort Nielsen         | Danemark       | + 27 s          |
| 30e | Edvald Boasson Hagen        | Norvège        | + 1 min 04 s    |
| 31e | Jonathan Castroviejo        | Espagne        | + 1 min 04 s    |
| 32e | Julien Simon                | France         | + 1 min 04 s    |
| 33e | Nicolas Roche               | Irlande        | + 1 min 04 s    |
| 34e | Bauke Mollema               | Pays-Bas       | + 1 min 20 s    |
| 35e | Guillaume Boivin            | Canada         | + 1 min 20 s    |
| 36e | Peter Kennaugh              | Royaume-Uni    | + 1 min 22 s    |
| 37e | Warren Barguil              | France         | + 1 min 23 s    |
| 38e | Diego Ulissi                | Italie         | + 1 min 23 s    |
| 39e | Reinardt Janse van Rensburg | Afrique du Sud | + 2 min 32 s    |
| 40e | Nikias Arndt                | Allemagne      | + 2 min 32 s    |
| 41e | Michael Schär               | Suisse         | + 2 min 32 s    |
| 42e | Luka Pibernik               | Slovénie       | + 2 min 32 s    |
| 43e | Aleksejs Saramotins         | Lettonie       | + 2 min 32 s    |
| 44e | Stefan Küng                 | Suisse         | + 2 min 32 s    |
| 45e | Juraj Sagan                 | Slovaquie      | + 2 min 32 s    |
| 46e | Yukiya Arashiro             | Japon          | + 2 min 32 s    |
| 47e | Marcus Burghardt            | Allemagne      | + 2 min 32 s    |
| 48e | Roman Kreuziger             | Tchéquie       | + 2 min 32 s    |
| 49e | Daryl Impey                 | Afrique du Sud | + 2 min 32 s    |
| 50e | Silvan Dillier              | Suisse         | + 2 min 32 s    |
| 51e | Tobias Ludvigsson           | Suède          | + 2 min 32 s    |
| 52e | Michał Gołaś                | Pologne        | + 2 min 32 s    |
| 53e | Alex Howes                  | États-Unis     | + 2 min 32 s    |
| 54e | Imanol Erviti               | Espagne        | + 2 min 32 s    |
| 55e | Nelson Oliveira             | Portugal       | + 2 min 32 s    |
| 56e | Odd Christian Eiking        | Norvège        | + 2 min 32 s    |
| 57e | Elia Viviani                | Italie         | + 2 min 32 s    |
| 58e | José Joaquín Rojas          | Espagne        | + 2 min 32 s    |
| 59e | Sonny Colbrelli             | Italie         | + 2 min 32 s    |
| 60e | Simon Clarke                | Australie      | + 2 min 32 s    |
| 61e | Jan Polanc                  | Slovénie       | + 2 min 32 s    |
| 62e | Mitchell Docker             | Australie      | + 2 min 32 s    |
| 63e | Eduardo Sepúlveda           | Argentine      | + 2 min 32 s    |
| 64e | Tiago Machado               | Portugal       | + 2 min 32 s    |
| 65e | Ricardo Vilela              | Portugal       | + 2 min 32 s    |
| 66e | Luis León Sánchez           | Espagne        | + 2 min 32 s    |
| 67e | Jarlinson Pantano           | Colombie       | + 2 min 32 s    |
| 68e | Stefan Denifl               | Autriche       | + 2 min 32 s    |
| 69e | Tony Martin                 | Allemagne      | + 2 min 32 s    |
| 70e | David de la Cruz            | Espagne        | + 2 min 32 s    |
| 71e | Bob Jungels                 | Luxembourg     | + 2 min 32 s    |
| 72e | Dylan Teuns                 | Belgique       | + 2 min 32 s    |
| 73e | Oliver Naesen               | Belgique       | + 2 min 32 s    |
| 74e | Sebastian Langeveld         | Pays-Bas       | + 2 min 32 s    |
| 75e | Michael Mørkøv              | Danemark       | + 2 min 32 s    |
| 76e | Christopher Juul-Jensen     | Danemark       | + 2 min 32 s    |
| 77e | Vegard Stake Laengen        | Norvège        | + 2 min 32 s    |
| 78e | Andriy Hrivko               | Ukraine        | + 3 min 13 s    |
| 79e | Jan Bárta                   | Tchéquie       | + 3 min 13 s    |
| 80e | Zhandos Bizhigitov          | Kazakhstan     | + 3 min 13 s    |
| 81e | Hugo Houle                  | Canada         | + 3 min 13 s    |
| 82e | Paweł Poljański             | Pologne        | + 3 min 13 s    |
| 83e | Natnael Berhane             | Érythrée       | + 3 min 13 s    |
| 84e | Anthony Roux                | France         | + 3 min 13 s    |
| 85e | Lilian Calmejane            | France         | + 3 min 13 s    |
| 86e | Cyril Gautier               | France         | + 3 min 13 s    |
| 87e | Jens Keukeleire             | Belgique       | + 3 min 13 s    |
| 88e | Salvatore Puccio            | Italie         | + 3 min 13 s    |
| 89e | Jasper Stuyven              | Belgique       | + 5 min 49 s    |
| 90e | Paul Martens                | Allemagne      | + 5 min 49 s    |
| 91e | Matej Mohorič               | Slovénie       | + 5 min 49 s    |
| 92e | Luka Mezgec                 | Slovénie       | + 5 min 49 s    |
| 93e | Heinrich Haussler           | Australie      | + 5 min 49 s    |
| 94e | Jack Haig                   | Australie      | + 5 min 49 s    |
| 95e | Tiesj Benoot                | Belgique       | + 6 min 33 s    |
| 96e | Łukasz Wiśniowski           | Pologne        | + 6 min 37 s    |
| 97e | Scott Thwaites              | Royaume-Uni    | + 7 min 33 s    |
| 98e | Mark Christian              | Royaume-Uni    | + 7 min 33 s    |

| #    | Coureur                | Pays             | Temps         |
| ---- | ---------------------- | ---------------- | ------------- |
| 99e  | Rick Zabel             | Allemagne        | + 7 min 33 s  |
| 100e | Fabian Lienhard        | Suisse           | + 7 min 33 s  |
| 101e | Amund Grøndahl Jansen  | Norvège          | + 7 min 33 s  |
| 102e | Ignatas Konovalovas    | Lituanie         | + 7 min 33 s  |
| 103e | Lluís Mas              | Espagne          | + 7 min 33 s  |
| 104e | Lars Boom              | Pays-Bas         | + 7 min 35 s  |
| 105e | Daniele Bennati        | Italie           | + 7 min 35 s  |
| 106e | Jesús Herrada          | Espagne          | + 7 min 35 s  |
| 107e | Gorka Izagirre         | Espagne          | + 7 min 35 s  |
| 108e | Marc Soler             | Espagne          | + 7 min 35 s  |
| 109e | Kiel Reijnen           | États-Unis       | + 7 min 35 s  |
| 110e | Tim Wellens            | Belgique         | + 9 min 21 s  |
| 111e | Grégory Rast           | Suisse           | + 9 min 24 s  |
| 112e | Marco Haller           | Autriche         | + 9 min 24 s  |
| 113e | Alessandro De Marchi   | Italie           | + 9 min 26 s  |
| 114e | Nils Politt            | Allemagne        | + 10 min 21 s |
| 115e | Sergio Henao           | Colombie         | + 10 min 21 s |
| 116e | Jasha Sütterlin        | Allemagne        | + 10 min 21 s |
| 117e | Tao Geoghegan Hart     | Royaume-Uni      | + 10 min 21 s |
| 118e | Johannes Fröhlinger    | Allemagne        | + 10 min 21 s |
| 119e | Koen de Kort           | Pays-Bas         | + 10 min 21 s |
| 120e | Antoine Duchesne       | Canada           | + 10 min 21 s |
| 121e | Primož Roglič          | Slovénie         | + 10 min 21 s |
| 122e | Olivier Le Gac         | France           | + 10 min 21 s |
| 123e | Mihkel Räim            | Estonie          | + 11 min 53 s |
| 124e | Joey Rosskopf          | États-Unis       | + 11 min 53 s |
| 125e | Daniel Hoelgaard       | Norvège          | + 11 min 53 s |
| 126e | Ryan Mullen            | Irlande          | + 11 min 53 s |
| 127e | Jiří Polnický          | Tchéquie         | + 11 min 53 s |
| 128e | Dmitriy Gruzdev        | Kazakhstan       | + 11 min 53 s |
| 129e | Dion Smith             | Nouvelle-Zélande | + 11 min 53 s |
| 130e | José Gonçalves         | Portugal         | + 11 min 53 s |
| 131e | Maximiliano Richeze    | Argentine        | + 11 min 53 s |
| 132e | Jempy Drucker          | Luxembourg       | + 11 min 53 s |
|      | Truls Korsæth          | Norvège          | Abandon       |
|      | Michal Kolář           | Slovaquie        | Abandon       |
|      | Jack Bauer             | Nouvelle-Zélande | Abandon       |
|      | Luke Durbridge         | Australie        | Abandon       |
|      | Wout Poels             | Pays-Bas         | Abandon       |
|      | Conor Dunne            | Irlande          | Abandon       |
|      | Andrey Amador          | Costa Rica       | Abandon       |
|      | Nairo Quintana         | Colombie         | Abandon       |
|      | Stanislau Bazhkou      | Biélorussie      | Abandon       |
|      | Ruben Guerreiro        | Portugal         | Abandon       |
|      | Tejay van Garderen     | États-Unis       | Abandon       |
|      | Krists Neilands        | Lettonie         | Abandon       |
|      | Maciej Paterski        | Pologne          | Abandon       |
|      | Jos van Emden          | Pays-Bas         | Abandon       |
|      | Rory Sutherland        | Australie        | Abandon       |
|      | Sebastián Molano       | Colombie         | Abandon       |
|      | Jay McCarthy           | Australie        | Abandon       |
|      | Alexey Vermeulen       | États-Unis       | Abandon       |
|      | Erik Baška             | Slovaquie        | Abandon       |
|      | Marek Čanecký          | Slovaquie        | Abandon       |
|      | Maciej Bodnar          | Pologne          | Abandon       |
|      | Sebastián Henao        | Colombie         | Abandon       |
|      | Alex Kirsch            | Luxembourg       | Abandon       |
|      | Alexander Porsev       | Russie           | Abandon       |
|      | Willie Smit            | Afrique du Sud   | Abandon       |
|      | Jan Tratnik            | Slovénie         | Abandon       |
|      | Alexis Gougeard        | France           | Abandon       |
|      | Adam Blythe            | Royaume-Uni      | Abandon       |
|      | Owain Doull            | Royaume-Uni      | Abandon       |
|      | Jonathan Dibben        | Royaume-Uni      | Abandon       |
|      | Sean McKenna           | Irlande          | Abandon       |
|      | Julien Vermote         | Belgique         | Abandon       |
|      | Kim Magnusson          | Suède            | Abandon       |
|      | Petr Vakoč             | Tchéquie         | Abandon       |
|      | Kristoffer Skjerping   | Norvège          | Abandon       |
|      | August Jensen          | Norvège          | Abandon       |
|      | Maxim Belkov           | Russie           | Abandon       |
|      | Nelson Soto            | Colombie         | Abandon       |
|      | Jhonatan Restrepo      | Colombie         | Abandon       |
|      | Danny van Poppel       | Pays-Bas         | Abandon       |
|      | Alo Jakin              | Estonie          | Abandon       |
|      | Aksel Nõmmela          | Estonie          | Abandon       |
|      | Serghei Țvetcov        | Roumanie         | Abandon       |
|      | Mads Pedersen          | Danemark         | Abandon       |
|      | Charalampos Kastrantas | Grèce            | Abandon       |
|      | Salah Eddine Mraouni   | Maroc            | Abandon       |
|      | Patrik Tybor           | Slovaquie        | Abandon       |
|      | Ian Stannard           | Royaume-Uni      | Abandon       |
|      | Ivan Savitskiy         | Russie           | Abandon       |
|      | Josef Černý            | Tchéquie         | Abandon       |
|      | Elchin Asadov          | Azerbaïdjan      | Abandon       |
|      | Kostyantyn Rybaruk     | Ukraine          | Abandon       |
|      | Nathan Brown           | États-Unis       | Abandon       |
|      | Valens Ndayisenga      | Rwanda           | Abandon       |
|      | Mekseb Debesay         | Érythrée         | Abandon       |
|      | Eugert Zhupa           | Albanie          | Abandon       |
|      | Yauhen Sobal           | Biélorussie      | Abandon       |
|      | Cheung King Lok        | Hong Kong        | Abandon       |
|      | Patrick Bevin          | Nouvelle-Zélande | Abandon       |
|      | Matti Manninen         | Finlande         | Abandon       |
|      | Mathew Hayman          | Australie        | Abandon       |
|      | Amanuel Gebrezgabihier | Érythrée         | Abandon       |
|      | Gianni Moscon          | Italie           | Disqualifié   |
|      | Damien Shaw            | Irlande          | Forfait       |

## Liste des participants
| N°  | Coureur               | Pays        | Rang               |
| --- | --------------------- | ----------- | ------------------ |
| 01  | Peter Sagan           | Slovaquie   | Médaille d'or      |
| 02  | Erik Baška            | Slovaquie   | Abandon            |
| 03  | Marek Čanecký         | Slovaquie   | Abandon            |
| 04  | Michal Kolář          | Slovaquie   | Abandon            |
| 05  | Juraj Sagan           | Slovaquie   | 45e                |
| 06  | Patrik Tybor          | Slovaquie   | Abandon            |
| 07  | Tiesj Benoot          | Belgique    | 95e                |
| 08  | Philippe Gilbert      | Belgique    | 17e                |
| 09  | Jens Keukeleire       | Belgique    | 87e                |
| 010 | Oliver Naesen         | Belgique    | 73e                |
| 011 | Jasper Stuyven        | Belgique    | 89e                |
| 012 | Dylan Teuns           | Belgique    | 72e                |
| 013 | Greg Van Avermaet     | Belgique    | 6e                 |
| 014 | Julien Vermote        | Belgique    | Abandon            |
| 015 | Tim Wellens           | Belgique    | 110e               |
| 016 | Daniele Bennati       | Italie      | 105e               |
| 017 | Alberto Bettiol       | Italie      | 28e                |
| 018 | Sonny Colbrelli       | Italie      | 59e                |
| 019 | Alessandro De Marchi  | Italie      | 113e               |
| 020 | Gianni Moscon         | Italie      | Disqualifié        |
| 021 | Salvatore Puccio      | Italie      | 88e                |
| 022 | Matteo Trentin        | Italie      | 4e                 |
| 023 | Diego Ulissi          | Italie      | 38e                |
| 024 | Elia Viviani          | Italie      | 57e                |
| 025 | Julian Alaphilippe    | France      | 10e                |
| 026 | Warren Barguil        | France      | 37e                |
| 027 | Lilian Calmejane      | France      | 85e                |
| 028 | Tony Gallopin         | France      | 13e                |
| 029 | Cyril Gautier         | France      | 86e                |
| 030 | Alexis Gougeard       | France      | Abandon            |
| 031 | Olivier Le Gac        | France      | 122e               |
| 032 | Anthony Roux          | France      | 84e                |
| 033 | Julien Simon          | France      | 32e                |
| 034 | Jonathan Castroviejo  | Espagne     | 31e                |
| 035 | David de la Cruz      | Espagne     | 70e                |
| 036 | Imanol Erviti         | Espagne     | 54e                |
| 037 | Jesús Herrada         | Espagne     | 106e               |
| 038 | Gorka Izagirre        | Espagne     | 107e               |
| 039 | Lluís Mas             | Espagne     | 103e               |
| 040 | José Joaquín Rojas    | Espagne     | 58e                |
| 041 | Luis León Sánchez     | Espagne     | 66e                |
| 042 | Marc Soler            | Espagne     | 108e               |
| 043 | Fernando Gaviria      | Colombie    | 8e                 |
| 044 | Sebastián Henao       | Colombie    | Abandon            |
| 045 | Sergio Henao          | Colombie    | 115e               |
| 046 | Sebastián Molano      | Colombie    | Abandon            |
| 047 | Jarlinson Pantano     | Colombie    | 67e                |
| 048 | Nairo Quintana        | Colombie    | Abandon            |
| 049 | Jhonatan Restrepo     | Colombie    | Abandon            |
| 050 | Nelson Soto           | Colombie    | Abandon            |
| 051 | Rigoberto Urán        | Colombie    | 27e                |
| 052 | Lars Boom             | Pays-Bas    | 104e               |
| 053 | Koen de Kort          | Pays-Bas    | 119e               |
| 054 | Tom Dumoulin          | Pays-Bas    | 25e                |
| 055 | Sebastian Langeveld   | Pays-Bas    | 74e                |
| 056 | Bauke Mollema         | Pays-Bas    | 34e                |
| 057 | Wout Poels            | Pays-Bas    | Abandon            |
| 058 | Niki Terpstra         | Pays-Bas    | 24e                |
| 059 | Jos van Emden         | Pays-Bas    | Abandon            |
| 060 | Danny van Poppel      | Pays-Bas    | Abandon            |
| 061 | Simon Clarke          | Australie   | 60e                |
| 062 | Mitchell Docker       | Australie   | 62e                |
| 063 | Luke Durbridge        | Australie   | Abandon            |
| 064 | Jack Haig             | Australie   | 94e                |
| 065 | Heinrich Haussler     | Australie   | 93e                |
| 066 | Mathew Hayman         | Australie   | Abandon            |
| 067 | Michael Matthews      | Australie   | Médaille de bronze |
| 068 | Jay McCarthy          | Australie   | Abandon            |
| 069 | Rory Sutherland       | Australie   | Abandon            |
| 070 | Adam Blythe           | Royaume-Uni | Abandon            |
| 071 | Mark Christian        | Royaume-Uni | 98e                |
| 072 | Jonathan Dibben       | Royaume-Uni | Abandon            |
| 073 | Owain Doull           | Royaume-Uni | Abandon            |
| 074 | Tao Geoghegan Hart    | Royaume-Uni | 117e               |
| 075 | Peter Kennaugh        | Royaume-Uni | 36e                |
| 076 | Ian Stannard          | Royaume-Uni | Abandon            |
| 077 | Ben Swift             | Royaume-Uni | 5e                 |
| 078 | Scott Thwaites        | Royaume-Uni | 97e                |
| 079 | Nikias Arndt          | Allemagne   | 40e                |
| 080 | Marcus Burghardt      | Allemagne   | 47e                |
| 081 | Johannes Fröhlinger   | Allemagne   | 118e               |
| 082 | Simon Geschke         | Allemagne   | 20e                |
| 083 | Paul Martens          | Allemagne   | 90e                |
| 084 | Tony Martin           | Allemagne   | 69e                |
| 085 | Nils Politt           | Allemagne   | 114e               |
| 086 | Jasha Sütterlin       | Allemagne   | 116e               |
| 087 | Rick Zabel            | Allemagne   | 99e                |
| 088 | Odd Christian Eiking  | Norvège     | 56e                |
| 089 | Edvald Boasson Hagen  | Norvège     | 30e                |
| 090 | Daniel Hoelgaard      | Norvège     | 125e               |
| 091 | Amund Grøndahl Jansen | Norvège     | 101e               |
| 092 | August Jensen         | Norvège     | Abandon            |
| 093 | Truls Engen Korsæth   | Norvège     | Abandon            |
| 094 | Alexander Kristoff    | Norvège     | Médaille d'argent  |
| 095 | Vegard Stake Laengen  | Norvège     | 77e                |
| 096 | Kristoffer Skjerping  | Norvège     | Abandon            |
| 097 | Maciej Bodnar         | Pologne     | Abandon            |
| 098 | Michał Gołaś          | Pologne     | 52e                |

| N°  | Coureur                     | Pays             | Rang     |
| --- | --------------------------- | ---------------- | -------- |
| 099 | Michał Kwiatkowski          | Pologne          | 11e      |
| 100 | Maciej Paterski             | Pologne          | Abandon  |
| 101 | Paweł Poljański             | Pologne          | 82e      |
| 102 | Łukasz Wiśniowski           | Pologne          | 96e      |
| 103 | Luka Mezgec                 | Slovénie         | 92e      |
| 104 | Matej Mohorič               | Slovénie         | 91e      |
| 105 | Luka Pibernik               | Slovénie         | 42e      |
| 106 | Jan Polanc                  | Slovénie         | 61e      |
| 107 | Primož Roglič               | Slovénie         | 121e     |
| 108 | Jan Tratnik                 | Slovénie         | Abandon  |
| 109 | Conor Dunne                 | Irlande          | Abandon  |
| 110 | Dan Martin                  | Irlande          | 26e      |
| 111 | Sean McKenna                | Irlande          | Abandon  |
| 112 | Ryan Mullen                 | Irlande          | 126e     |
| 113 | Nicolas Roche               | Irlande          | 33e      |
| 114 | Damien Shaw                 | Irlande          | Forfait  |
| 115 | Christopher Juul Jensen     | Danemark         | 76e      |
| 116 | Søren Kragh Andersen        | Danemark         | 12e      |
| 117 | Michael Mørkøv              | Danemark         | 75e      |
| 118 | Magnus Cort Nielsen         | Danemark         | 29e      |
| 119 | Mads Pedersen               | Danemark         | Abandon  |
| 120 | Michael Valgren             | Danemark         | 21e      |
| 121 | Michael Albasini            | Suisse           | 7e       |
| 122 | Silvan Dillier              | Suisse           | 50e      |
| 123 | Stefan Küng                 | Suisse           | 44e      |
| 124 | Fabian Lienhard             | Suisse           | 100e     |
| 125 | Grégory Rast                | Suisse           | 111e     |
| 126 | Michael Schär               | Suisse           | 41e      |
| 127 | Maxim Belkov                | Russie           | Abandon  |
| 128 | Sergey Chernetskiy          | Russie           | 18e      |
| 129 | Viatcheslav Kouznetsov      | Russie           | 16e      |
| 130 | Alexander Porsev            | Russie           | Abandon  |
| 131 | Ivan Savitskiy              | Russie           | Abandon  |
| 132 | Ilnur Zakarin               | Russie           | 23e      |
| 133 | Jan Bárta                   | Tchéquie         | 79e      |
| 134 | Josef Černý                 | Tchéquie         | Abandon  |
| 135 | Roman Kreuziger             | Tchéquie         | 48e      |
| 136 | Jiří Polnický               | Tchéquie         | 127e     |
| 137 | Zdeněk Štybar               | Tchéquie         | 14e      |
| 138 | Petr Vakoč                  | Tchéquie         | Abandon  |
| 139 | Nathan Brown                | États-Unis       | Abandon  |
| 140 | Alex Howes                  | États-Unis       | 53e      |
| 141 | Kiel Reijnen                | États-Unis       | 109e     |
| 142 | Joey Rosskopf               | États-Unis       | 124e     |
| 143 | Tejay van Garderen          | États-Unis       | Abandon  |
| 144 | Alexey Vermeulen            | États-Unis       | Abandon  |
| 145 | Rui Costa                   | Portugal         | 19e      |
| 146 | José Gonçalves              | Portugal         | 130e     |
| 147 | Ruben Guerreiro             | Portugal         | Abandon  |
| 148 | Tiago Machado               | Portugal         | 64e      |
| 149 | Nélson Oliveira             | Portugal         | 55e      |
| 150 | Ricardo Vilela              | Portugal         | 65e      |
| 151 | Jempy Drucker               | Luxembourg       | 132e     |
| 152 | Bob Jungels                 | Luxembourg       | 71e      |
| 153 | Alex Kirsch                 | Luxembourg       | Abandon  |
| 154 | Stefan Denifl               | Autriche         | Déclassé |
| 155 | Marco Haller                | Autriche         | 112e     |
| 156 | Lukas Pöstlberger           | Autriche         | 22e      |
| 157 | Guillaume Boivin            | Canada           | 35e      |
| 158 | Antoine Duchesne            | Canada           | 120e     |
| 159 | Hugo Houle                  | Canada           | 81e      |
| 160 | Daryl Impey                 | Afrique du Sud   | 49e      |
| 161 | Reinardt Janse van Rensburg | Afrique du Sud   | 39e      |
| 162 | Willie Smit                 | Afrique du Sud   | Abandon  |
| 163 | Andriy Grivko               | Ukraine          | 78e      |
| 164 | Kostyantyn Rybaruk          | Ukraine          | Abandon  |
| 165 | Stanislau Bazhkou           | Biélorussie      | Abandon  |
| 166 | Vasil Kiryienka             | Biélorussie      | 15e      |
| 167 | Yauhen Sobal                | Biélorussie      | Abandon  |
| 168 | Zhandos Bizhigitov          | Kazakhstan       | 80e      |
| 169 | Dmitriy Gruzdev             | Kazakhstan       | 128e     |
| 170 | Alexey Lutsenko             | Kazakhstan       | 9e       |
| 171 | Jack Bauer                  | Nouvelle-Zélande | Abandon  |
| 172 | Patrick Bevin               | Nouvelle-Zélande | Abandon  |
| 173 | Dion Smith                  | Nouvelle-Zélande | 129e     |
| 174 | Natnael Berhane             | Érythrée         | 83e      |
| 175 | Mekseb Debesay              | Érythrée         | Abandon  |
| 176 | Amanuel Gebrezgabihier      | Érythrée         | Abandon  |
| 177 | Alo Jakin                   | Estonie          | Abandon  |
| 178 | Aksel Nõmmela               | Estonie          | Abandon  |
| 179 | Mihkel Räim                 | Estonie          | 123e     |
| 180 | Krists Neilands             | Lettonie         | Abandon  |
| 181 | Aleksejs Saramotins         | Lettonie         | 43e      |
| 182 | Salaheddine Mraouni         | Maroc            | Abandon  |
| 183 | Serghei Tvetcov             | Roumanie         | Abandon  |
| 184 | Ignatas Konovalovas         | Lituanie         | 102e     |
| 185 | Maximiliano Richeze         | Argentine        | 131e     |
| 186 | Eduardo Sepúlveda           | Argentine        | 63e      |
| 187 | Andrey Amador               | Costa Rica       | Abandon  |
| 188 | Yukiya Arashiro             | Japon            | 46e      |
| 189 | Valens Ndayisenga           | Rwanda           | Abandon  |
| 190 | Tobias Ludvigsson           | Suède            | 51e      |
| 191 | Kim Magnusson               | Suède            | Abandon  |
| 192 | Elchin Asadov               | Azerbaïdjan      | Abandon  |
| 193 | Charálampos Kastrantás      | Grèce            | Abandon  |
| 194 | Cheung King Lok             | Hong Kong        | Abandon  |
| 195 | Matti Manninen              | Finlande         | Abandon  |
| 196 | Eugert Zhupa                | Albanie          | Abandon  |